# Оксид-сульфат титана
Окси́д-сульфа́т тита́на — неорганическое соединение, оксосоль металла титана и серной кислоты с формулой {\displaystyle {\ce {TiOSO4,}}} бесцветные с желтоватым оттенком кристаллы, растворимые в воде, образует кристаллогидраты.

## Получение
Растворение в горячей серной кислоте дигидроксид-оксид титана:
{\displaystyle {\ce {TiO(OH)2{}+H2SO4->[100~{\ce {{^{o}}C}}]2H2O{}+TiOSO4{}v}}}.
Разложением при нагревании в серной кислоте сульфата титана(III):
{\displaystyle {\ce {Ti2(SO4)3->[220~{\ce {^{o}C}}]2TiOSO4{}+SO2}}}.
Разложением серной кислотой иодида титана(IV):
{\displaystyle {\ce {3 TiI4 + 5 H2SO4 ->[{\ce {^{o}C}}] 3 TiOSO4 + 6 I2 v + 2 S v + 5 H2O}}}.

## Физические свойства
Оксид-сульфат титана образует бесцветные с желтоватым оттенком кристаллы ромбической сингонии, пространственная группа P mn21, параметры ячейки a = 0,6340 нм, b = 1,0936 нм, c = 0,5150 нм, Z = 4.
Медленно растворяется в холодной подкисленной воде.
Известны кристаллогидраты составов {\displaystyle {\ce {TiOSO4.H2O}}} и {\displaystyle {\ce {TiOSO4.2H2O}}}.

## Химические свойства
Разлагается при нагревании:
{\displaystyle {\ce {TiOSO4 ->[580^oC] TiO2 + SO3 ^}}}.
Реагирует с влагой воздуха:
{\displaystyle {\ce {TiOSO4 + H2O -> Ti(OH)2SO4}}}.
Разлагается горячей водой:
{\displaystyle {\ce {TiOSO4{}+2H2O->[100~{\ce {^{o}C}}]TiO(OH)2v{}+H2SO4}}}.
Обратимо реагирует с щелочами:
{\displaystyle {\ce {TiOSO4 + 2 NaOH -> TiO(OH)2 v{}+ Na2SO4}}}.
- Восстановливается атомарным водородом или при электролизе:

{\displaystyle {\ce {2 TiOSO4 + 2 H^{0}_{(Fe, Zn)}{}+ H2SO4 -> Ti2(SO4)3 + 2 H2O;}}}
{\displaystyle {\ce {4 TiOSO4 + 2 H2SO4 ->[e^{-}] 2 Ti2(SO4)3 + O2 ^ + 2 H2O}}}.
Реагирует с концентрированной соляной кислотой при нагревании за счёт образования комплекса:
{\displaystyle {\ce {TiOSO4{}+6HCl_{\text{конц}}->[t^{\circ }]H2[TiCl6]{}+H2SO4{}+H2O}}}.

## Применение
Сульфат титанила используется в качестве реагента для качественного реактива на перекись водорода, так как при взаимодействии с пероксидом водорода образуется перекисный титанильный ион интенсивного оранжево-желтого цвета {\displaystyle {\ce {(TiO2)^{2+}}}}. Эта реакция очень чувствительна и позволяет обнаружить даже следы перекиси водорода.
Также cульфат титанила образуется в качестве промежуточного продукта в сульфатном процессе производства диоксида титана.